# Bānkanjāb
Bānkanjāb (persiska: بانکنجاب, Bān Ganjāb) är en ort i Iran.   Den ligger i provinsen Kermanshah, i den västra delen av landet, 500 km väster om huvudstaden Teheran. Bānkanjāb ligger 1 418 meter över havet och antalet invånare är 290.
Terrängen runt Bānkanjāb är kuperad åt sydväst, men åt nordost är den platt.Runt Bānkanjāb är det ganska tätbefolkat, med 185 invånare per kvadratkilometer. Närmaste större samhälle är Robāţ-e Māhīdasht, 11,5 km öster om Bānkanjāb. Trakten runt Bānkanjāb består till största delen av jordbruksmark.